# Овчинников Василь Федорович
Василь Федорович Овчи́нников (нар. 25 грудня 1907, Кам'янське — пом. 5 квітня 1978, Київ) — український радянський живописець і графік; член Спілки радянських художників України з 1938 року. Заслужений діяч мистецтв УРСР з 1969 року. Чоловік художниці театру Раїси Марголіної, батько графіка Олени Овчинникової.

## Біографія
Народився12 [25] грудня 1907 року в селі Кам'янському (тепер місто Дніпропетровської області, Україна). Упродовж 1923—1928 років працював у мартенівському цеху на Дніпровському металургійному заводі. 1924 року вступив до комсомолу і протягом трьох років очолював комсомольську організацію мартенівського цеху. Член ВКП(б) з 1928 року. У 1928—1932 роках навчався у Київському художньому інституті, де його викладачами були зокрема Віктор Пальмов, Олександр Богомазов, Микола Рокицький, Павло Голуб'ятников. 
Протягом 1936—1978 років (з перервою) був директором Київського музею східного і західного мистецтва. Улітку 1941 року, з початком німецько-радянської війни, організував евакуацію найціннішої частини музей. зібрання до Уфи. Протягом 1941—1948 років служив в Червоній/Радянській армії. Під час війни працював в агітпоїздах, малював плакати. Нагороджений медалями «За оборону Сталінграда» і «За перемогу над Німеччиною».
Жив в Києві, в будинку на вулиці Червоноармійській № 12а, квартира № 5. Помер в Києві 5 квітня 1978 року.

## Творчість
Працював в галузі монументального і станкового живопису, графіки. Серед робіт:
живопис
- «Шахтарі» (1930);
- «Кохання» (1931);
- «Молодий Донбас» (1936);
- «Сестра-партизанка» (1937);
- «Тарас Шевченко серед друзів» (1939);
- «Дорога приречених»(1947);
- «Прощай, село» (1947);
- «Бабин Яр» (1947, триптих; Національний художній музей України);
- «Наші солдати» (1949; Дніпровський художній музей);
- «Зимова казка» (1965);
- серії:
  - «Героїчний Сталінград» (1943, гуаш);
  - «Окупанти в Києві (Бабин яр)» (1946—1974);
  - «Материнство» (1950—1970);
  - «У Карпатах» (1956);
  - «Між двома війнами» (1962—1965);
  - «Космос» (1962—1977);

графіка
- серія пастелей «З іскри — полум'я» (1950—1957; Музей історії міста Кам'янського);
  - «Ніч перед повстанням 1905 року»;
- серія «Велика Вітчизняна війна» (1944—1945, літографія).
- «Солдат» (1947).

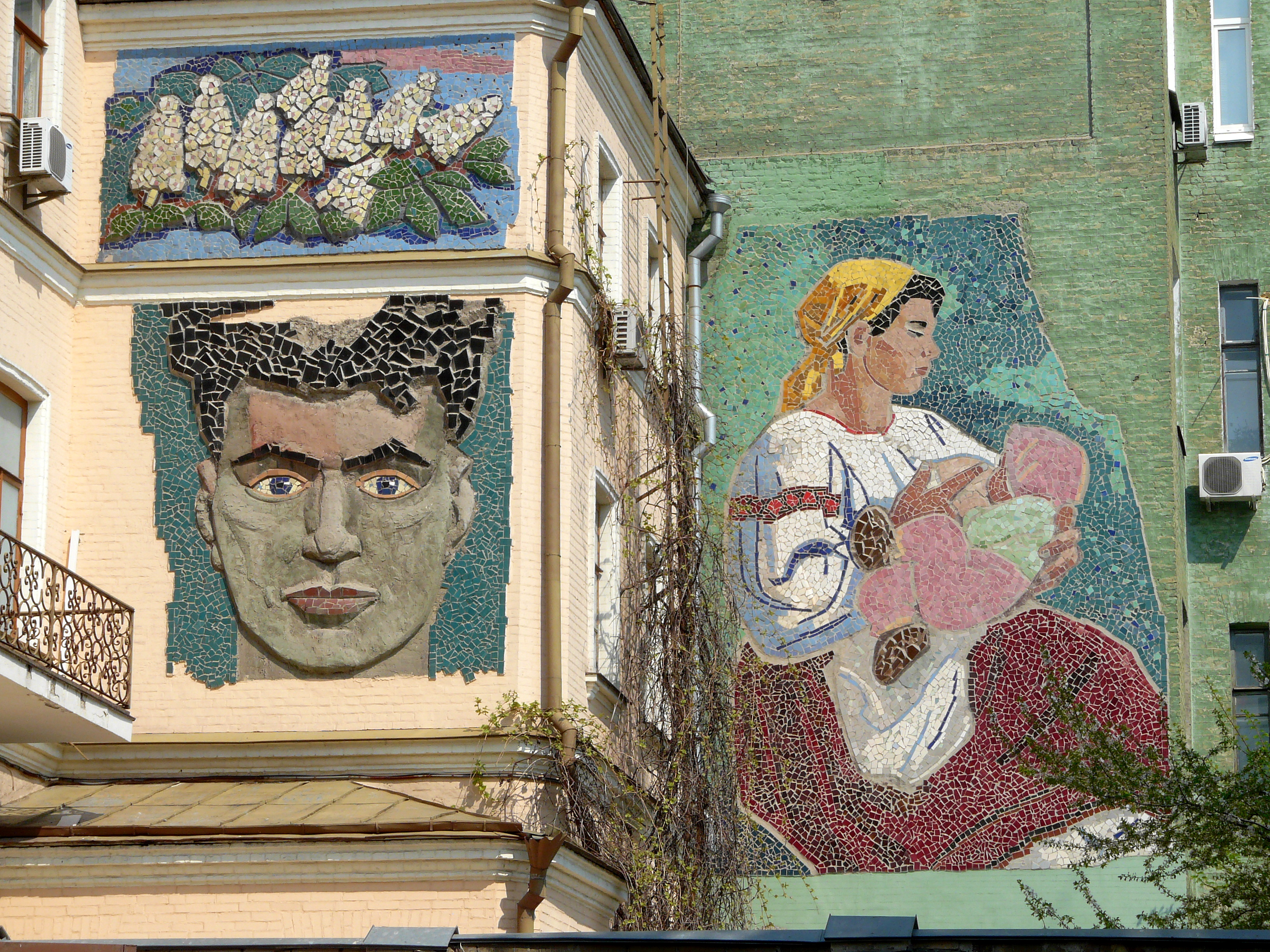
Мозаїки у дворі Музею Ханенків.

В кінці 1960-х років розпочав роботу над мозаїками («Київські каштани», «Данко», «Українська Мадонна», «Портрет дочки», «Журавель» та інші) у дворі Музею східного і західного мистецтва на вулиці Терещенківській № 15—17.
Брав участь у всеукраїнських виставках з 1930 року, всесоюзних з 1938 року, персональні пройшли в Києві, Дніпродзержинську, Дніпропетровську, Запоріжжі у 1959—1962 роках.
Крім вище згаданих, роботи художника зберігаються у Національному музеї мистецтв імені Богдана та Варвари Ханенків та Центральному державному архіві-музеї літератури і мистецтва України у Києві, Вінницькому та Одеському художніх музеях.